# Raconte
 (juillet 2025).
Pour plus de détails, voir Fiche technique et Distribution.
Raconte est un court métrage belge réalisé par Guillaume Malandrin, sorti en 2000. Il a obtenu de nombreux prix. 

## Synopsis
Un écrivain célèbre et narcissique évoque son souvenir très personnel de la Libération de Paris : un gâchis complet pour l'anniversaire de ses dix ans. Dans l'auditorium, un homme du même âge écoute. Ce qu'il va entendre va changer sa vie.

## Fiche technique
- Titre : Raconte
- Réalisateur : Guillaume Malandrin
- Scénariste : Stéphane Malandrin et Guillaume Malandrin
- Chef opérateur Nicolas Guicheteau
- Pays d'origine :  Belgique
- Année de production : 1999
- Durée : 18 minutes
- Format : 35 mm
- Dates de sortie :
  -  France : juin 2000 (Rencontres franco-américaines d'Avignon)
  -  Allemagne : 8 février 2001 (Berlinale)
  -  États-Unis : 20 avril 2001 (Festival du film de New York)

## Distribution
- Bernard Marbaix : Maxime Cottin
- Léopold Joveneau :  Paul
- Robin Weerts : Michel
- Vincent Patar : Père Cottin
- Stéphane Aubier : "L'homme le moins drôle de la terre"
- Christine Grulois : la mère de Paul
- Marc Voinchet: le journaliste

## Production
- La Parti production
- Alea Jacta production

## Récompenses et distinctions
Sélectionné au 15e festival du film de Berlin 2001, il a obtenu le Prix de l'Académie de New York au festival du film de Sundance 2001, le Prix Spécial du jury au festival de Turin, le Young Jury Award au festival de Locarno, le Prix du Jury au festival international de Bruxelles, le Prix du meilleur film court métrage aux Rencontres franco-américaines d'Avignon, le Prix du public au Festival Media 10/10 de Namur, et le Prix du meilleur court métrage et du meilleur scénario au festival de Contis 2001.